# Йорктаун-Гайтс (Нью-Йорк)
Йорктаун-Гайтс (англ. Yorktown Heights) — переписна місцевість (CDP) в США, в окрузі Вестчестер штату Нью-Йорк. Населення — 1884 особи (2020).

## Географія
Йорктаун-Гайтс розташований за координатами 41°16′13″ пн. ш. 73°46′28″ зх. д. / 41.27028° пн. ш. 73.77444° зх. д. (41.270326, -73.774314).  За даними Бюро перепису населення США в 2010 році переписна місцевість мала площу 2,38 км², з яких 2,37 км² — суходіл та 0,01 км² — водойми.

### Клімат
| Клімат : Йорктаун-Гайтс   | Клімат : Йорктаун-Гайтс | Клімат : Йорктаун-Гайтс | Клімат : Йорктаун-Гайтс | Клімат : Йорктаун-Гайтс | Клімат : Йорктаун-Гайтс | Клімат : Йорктаун-Гайтс | Клімат : Йорктаун-Гайтс | Клімат : Йорктаун-Гайтс | Клімат : Йорктаун-Гайтс | Клімат : Йорктаун-Гайтс | Клімат : Йорктаун-Гайтс | Клімат : Йорктаун-Гайтс | Клімат : Йорктаун-Гайтс |
| Показник                  | Січ.                    | Лют.                    | Бер.                    | Квіт.                   | Трав.                   | Черв.                   | Лип.                    | Серп.                   | Вер.                    | Жовт.                   | Лист.                   | Груд.                   | Рік                     |
| Абсолютний максимум, °C   | 19,4                    | 22,8                    | 29,4                    | 35,0                    | 34,4                    | 34,4                    | 37,8                    | 37,8                    | 35,0                    | 30,6                    | 26,1                    | 22,8                    | 37,8                    |
| Середній максимум, °C     | 1,1                     | 2,8                     | 8,1                     | 14,4                    | 20,7                    | 25,1                    | 27,7                    | 26,8                    | 22,6                    | 16,6                    | 10,0                    | 3,8                     | 15,0                    |
| Середній мінімум, °C      | −8                      | −7,1                    | −2,2                    | 3,6                     | 9,3                     | 14,2                    | 17,1                    | 16,2                    | 11,9                    | 5,7                     | 0,9                     | −4,6                    | 4,8                     |
| Абсолютний мінімум, °C    | −26,1                   | −23,3                   | −17,8                   | −10                     | −1,1                    | 3,3                     | 7,8                     | 3,9                     | 0,0                     | −6,7                    | −11,7                   | −22,8                   | −26,1                   |
| Норма опадів, мм          | 103                     | 78                      | 107                     | 112                     | 123                     | 107                     | 118                     | 116                     | 121                     | 104                     | 115                     | 97                      | 1299                    |
| Днів з опадами            | 11,2                    | 9,1                     | 11,0                    | 12,0                    | 12,4                    | 11,3                    | 10,2                    | 10,1                    | 9,6                     | 9,3                     | 10,7                    | 11,4                    | 128,3                   |
| Днів зі снігом            | 5,0                     | 4,4                     | 3,2                     | ,8                      | 0                       | 0                       | 0                       | 0                       | 0                       | ,1                      | 1,0                     | 3,7                     | 18,2                    |
| ------------------------- | ----------------------- | ----------------------- | ----------------------- | ----------------------- | ----------------------- | ----------------------- | ----------------------- | ----------------------- | ----------------------- | ----------------------- | ----------------------- | ----------------------- | ----------------------- |
| Джерело: NOAA (1971−2000) |                         |                         |                         |                         |                         |                         |                         |                         |                         |                         |                         |                         |                         |

## Демографія
Згідно з переписом 2010 року, у переписній місцевості мешкала 1781 особа в 623 домогосподарствах у складі 492 родин. Густота населення становила 749 осіб/км².  Було 644 помешкання (271/км²).
Расовий склад населення:
| - 88,3 % — білих - 5,4 % — азіатів - 2,8 % — чорних або афроамериканців - 1,8 % — осіб інших рас |

До двох чи більше рас належало 1,6 %. Частка іспаномовних становила 8,2 % від усіх жителів.
За віковим діапазоном населення розподілялося таким чином: 26,7 % — особи молодші 18 років, 60,4 % — особи у віці 18—64 років, 12,9 % — особи у віці 65 років та старші. Медіана віку мешканця становила 42,0 року. На 100 осіб жіночої статі у переписній місцевості припадало 94,9 чоловіків;  на 100 жінок у віці від 18 років та старших — 92,2 чоловіків також старших 18 років.
Середній дохід на одне домашнє господарство  становив 211 618 доларів США (медіана — 95 988), а середній дохід на одну сім'ю — 251 810 доларів (медіана — 96 541). Медіана доходів становила 72 112 долари для чоловіків та 73 776 доларів для жінок. За межею бідності перебувало 1,1 % осіб, у тому числі 0,0 % дітей у віці до 18 років та 1,2 % осіб у віці 65 років та старших.
Цивільне працевлаштоване населення становило 957 осіб. Основні галузі зайнятості: освіта, охорона здоров'я та соціальна допомога — 28,3 %, мистецтво, розваги та відпочинок — 11,4 %, роздрібна торгівля — 10,7 %.